# Tiffani Thiessen
Tiffani Amber Thiessen (n. 23 ianuarie 1974, Long Beach, California, SUA) este o actriță și prezentatoare americană. Este cunoscută mai ales datorită rolurilor Kelly Kapowski în Salvați de clopoțel, Valerie Malone în Beverly Hills, 90210 și Lori în Alexa & Katie. A mai jucat în serialele Fastlane (2002–2003), What About Brian (2007) și White Collar (2009–2014). Din noiembrie 2020, prezintă emisiunea MTV Deliciousness, un spin-off al programului Ridiculousness, tot de la MTV.
A avut relații amoroase cu Mark-Paul Gosselaar și Mario Lopez, colegii din serialul Salvați de clopoțel, precum și cu Brian Austin Green, coleg în Beverly Hills 90210. În iulie 2005 s-a căsătorit cu actorul Brady Smith cu care are doi copii, un băiat și o fată.